# حزب محافظه‌کار خلق استونی
حزب محافظه‌کار خلق استونی (استونیایی: Eesti Konservatiivne Rahvaerakond) یک حزب پوپولیسم جناح راست و محافظه‌کار ملی به ریاست مارتین هلمه است که در سال ۲۰۱۲ تأسیس شده است.